# 求核アシル置換反応
求核アシル置換反応（きゅうかくアシルちかんはんのう、nucleophilic acyl substitution、NAS）は、あるアシル化合物が求核剤と反応して別のアシル化合物に変わる置換反応。アシル化合物はカルボン酸の誘導体で、エステル、アミド、カルボン酸ハロゲン化物、カルボン酸無水物など。求核剤はアルコキシドやエノラートなどのアニオンや、アミンなどの塩基性化合物である。触媒として酸を用いる反応もある。

## 反応機構

### 塩基による反応

#### BAC2 機構

求核アシル置換反応の代表的な付加-脱離機構。Nu は求核剤、L は脱離基を示す。

求核アシル置換反応の代表的な付加-脱離機構では、まず、分極により正電荷を帯びたカルボニル炭素へ求核剤が付加し、四面体型のアルコキシド中間体を作る。続いてカルボニル炭素に結合していた脱離基が脱離し、同時にカルボニル基が再生する。一連の反応により、求核剤が脱離基に置き換わったアシル化合物が生じる。
この機構は同位体ラベル実験により支持される。18O でラベルされたエトキシ基を脱離基として持つプロピオン酸エチルが NaOH との反応により遊離するエタノールは Et18OH のみである。
CH3CH2C(=O)18OEt + OH- → CH3CH2C(=O)O- + Et18OH
上記の機構は IUPAC命名法では AN + DN 機構、Ingold の命名では BAC2 機構と呼ばれる。

### 酸触媒による反応

#### AAC2 機構
プロトンやルイス酸がカルボニル酸素に付加して分極を強めると、水やアルコールのような弱い求核剤でもカルボニル炭素に付加できるようになる。下の例はフィッシャーエステル合成反応で、カルボン酸にプロトンとアルコールが順次付加して生じる四面体型中間体から水が脱離してエステルに変わる。この機構は IUPAC命名法では Ah + AN + AhDh + DN + Dh 機構、Ingold の命名では AAC2 機構と呼ばれる。

#### AAC1 機構
カルボニル炭素に対する立体障害の高いメシト酸（2,4,6-トリメチル安息香酸）のエステル化や、濃硫酸を溶媒とした酢酸エステルの加水分解の場合では、上記のように四面体型中間体を経る代わりにアシルカチオンを中間体とする機構が現れる。この機構は IUPAC命名法では Ah + DN + AN + Dh 機構、Ingold の命名では AAC1 機構と呼ばれる。